# Juvai Semaring Airport
Juvai Semaring Airport (indonesiska: Bandar Udara Yuvai Semaring) är en flygplats i Indonesien. Den ligger i den norra delen av landet, 1 500 km nordost om huvudstaden Jakarta. Juvai Semaring Airport ligger 550 meter över havet.
Terrängen runt Juvai Semaring Airport är huvudsakligen kuperad. Juvai Semaring Airport ligger nere i en dal. Runt Juvai Semaring Airport är det mycket glesbefolkat, med 2 invånare per kvadratkilometer. I omgivningarna runt Juvai Semaring Airport växer i huvudsak städsegrön lövskog.